# Polydactylus opercularis
Polydactylus opercularis is een straalvinnige vissensoort uit de familie van de draadvinnigen (Polynemidae). De wetenschappelijke naam van de soort is voor het eerst geldig gepubliceerd in 1863 door Gill.